# 刘广旭
刘广旭（1992年1月9日—），是一名中国足球运动员。现效力中国足球超级联赛球队北京国安队，司职后卫。

## 俱乐部生涯
刘广旭先后在鲁能泰山足球学校和北京国安梯队接受足球训练，2012年入选北京国安梯队球员组成的北京青年参加2012年中国足球乙级联赛。他是北京青年的主力边后卫，在2012赛季出场22次，射进2球。2013年1月，刘广旭被北京国安的新任主教练斯塔诺耶维奇提升进入一线队。